# Apristurus japonicus
Apristurus japonicus és un peix de la família dels esciliorrínids i de l'ordre dels carcariniformes.

## Morfologia
Els mascles poden arribar als 71 cm de longitud total i les femelles als 63.

## Reproducció
És ovípar.

## Distribució geogràfica
Es troba a les costes del nord-oest del Pacífic: Japó i el mar de la Xina Oriental.